# Rietveldit
Rietveldit ist ein sehr selten vorkommendes Mineral aus der Mineralklasse der „Sulfate (Selenate, Tellurate, Chromate, Molybdate und Wolframate)“ mit der chemischen Zusammensetzung Fe(UO2)(SO4)2·5H2O und ist damit chemisch gesehen ein wasserhaltiges Eisen-Uranyl-Sulfat.
Rietveldit kristallisiert im orthorhombischen Kristallsystem und konnte bisher nur in Form winziger, nach der c-Achse gestreckter Kristallblätter bis etwa 0,5 mm Länge sowie pudriger Aggregate von bräunlichgelber bis gelblichbeiger Farbe gefunden werden. Die Kristalle sind durchsichtig bis durchscheinend und zeigen auf den Oberflächen einen glasähnlichen Glanz.

## Etymologie und Geschichte
Benannt wurde das Mineral nach dem niederländischen Kristallographen Hugo Rietveld (1932–2016), dem Vater der Rietveld-Verfeinerung, die strukturelle Daten wie beispielsweise die Parameter von Elementarzellen aus Puder-Röntgenbeugungsmustern liefert.
Analysiert und wissenschaftlich beschrieben wurde Rietveldit durch ein Mineralogenteam, bestehend aus Anthony R. Kampf, Jiří Sejkora, Thomas Witzke, Jakub Plášil, Jiří Čejka, Barbara P. Nash und Joe Marty, das ihre Analysen und den gewählten Namen 2016 bei der International Mineralogical Association (IMA) zur Prüfung einreichten. Rietveldit wurde noch im selben Jahr als eigenständiges Mineral anerkannt. Publiziert wurde die Neuentdeckung anschließend im Juni 2017 im „Journal of Geosciences“.
Als Typlokalität gelten die Gruben „Giveaway-Simplot“ im Bezirk White Canyon (San Juan County) im US-Bundesstaat Utah, Jáchymov (Sankt Joachimsthal) in der tschechischen Region Okres Karlovy Vary (Karlsbad) sowie „Willi Agatz“ bei Dresden in Sachsen (Deutschland), da das zur Analyse nötige Typmaterial aus allen drei Fundorten stammt.
Typmaterial des Minerals werden im Natural History Museum des Los Angeles Countys in den USA unter den Katalog-Nr. 66291 und 66292, in der Technischen Universität Bergakademie Freiberg in Deutschland unter der Katalog-Nr. 84140 sowie in der Mineralogisch-Petrologischen Abteilung des Prager Nationalmuseums in Tschechien unter der Katalog-Nr. P1N 45564 aufbewahrt.

## Klassifikation
Rietveldit wurde erst 2016 als eigenständiges Mineral von der IMA anerkannt. Eine genaue Gruppen-Zuordnung in der 2009 zuletzt aktualisierten 9. Auflage der Strunz’schen Mineralsystematik ist daher bisher nicht bekannt. Da das Mineral allerdings chemisch verwandt mit Deliensit (Fe[UO2|OH|SO4]2·3H2O; IMA 1996-013) ist, der aufgrund seiner Zusammensetzung der Mineralklasse der „Sulfate (Selenate, Tellurate, Chromate, Molybdate und Wolframate)“ und dort in der Unterabteilung der Uranylsulfate mit mittelgroßen Kationen mit der System-Nr. 7.EB zu finden ist, wird Rietveldit voraussichtlich ebenfalls dort einsortiert.

## Kristallstruktur
Rietveldit kristallisiert orthorhombisch in der Raumgruppe Pmn21 (Raumgruppen-Nr. 31) mit den Gitterparametern a = 12,9577(9) Å; b = 8,3183(3) Å; c = 11,2971(5) Å sowie 4 Formeleinheiten pro Elementarzelle.
Rietveldit ist strukturell verwandt mit Svornostit (K2Mg[(UO2)(SO4)2]2·8H2O).

## Eigenschaften
Das Mineral ist durch seinen Urangehalt in der Form UO3 von bis zu 47,32 % radioaktiv.
Rietveldit ist schon bei Raumtemperatur leicht löslich in Wasser.

## Bildung und Fundorte

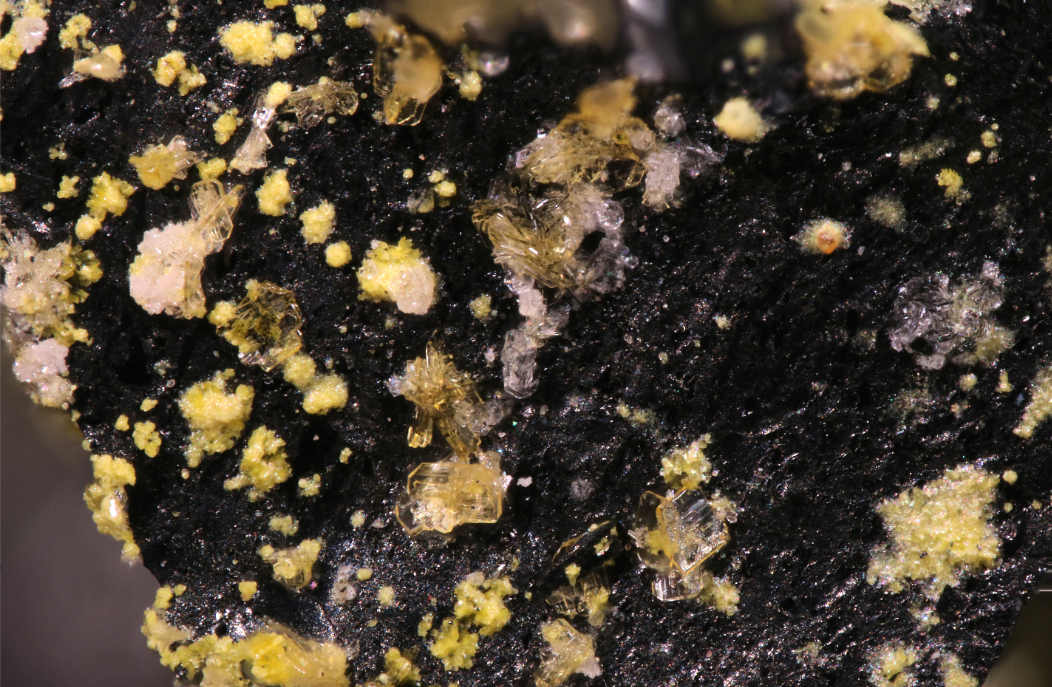
Rietveldit, Gips und Ferricopiapit auf einer Asphalt-Matrix

Rietveldit bildet sich sekundär und fand sich auf Asphalt in Paragenese mit Ferricopiapit, Gips, Römerit und Shumwayit und auf mit Pyrit imprägniertem Sandstein in Vergesellschaftung mit Gips, Halotrichit und Römerit.
Außer seinen Typlokalitäten Grube „Willi Agatz“ in Sachsen (Deutschland), Jáchymov (Sankt Joachimsthal) in Tschechien und Grube „Giveaway-Simplot“ im US-Bundesstaat Utah sind bisher (Stand 2017) keine weiteren Fundorte für Rietveldit bekannt.

## Vorsichtsmaßnahmen
Aufgrund der Toxizität und der starken Radioaktivität des Minerals sollten Mineralproben nur in staub- und strahlungsdichten Behältern, vor allem aber niemals in Wohn-, Schlaf- und Arbeitsräumen aufbewahrt werden. Ebenso sollte eine Aufnahme in den Körper (Inkorporation, Ingestion) auf jeden Fall verhindert und zur Sicherheit direkter Körperkontakt vermieden sowie beim Umgang mit dem Mineral Mundschutz und Handschuhe getragen werden.